# Pierre Lesdain
Pour les articles homonymes, voir Lesdain.
Georges Lambilliote dit Pierre Lesdain (1897-1970) est un écrivain et critique littéraire belge.

## Biographie
Après une jeunesse et des études à Bruxelles, il devient ingénieur commercial, mais quand son frère cadet Maurice (1900-1972) lance en 1947 un journal, La Volonté, il y entre comme chroniqueur littéraire signant ses articles « Pierre Lesdain » : passionné de littérature, il vient juste d'entamer une correspondance avec Henry Miller, dont il sera l'un des premiers promoteurs européens et avec lequel il va échanger plus de 200 lettres : Pierre admirait beaucoup Miller notamment pour ses œuvres peintes.
Il est l'auteur de nouvelles, de poèmes et de deux romans. 
Il collabore à De Meridiaan. Tweemaandelijks tijdschrift voor Kunst une letteren (1951-1955) cofondée par le couple Haesaert, Maurice Wyckaert et proche de Piet de Groof, et à la revue Synthèses (1946-1972), également dirigée par son frère Maurice.
Il produit une abondante correspondante avec de nombreux écrivains comme Marguerite Duras (dès 1950), André Dhôtel, Blaise Cendrars, Anaïs Nin, Louis Aragon ou encore André Gide.
Il a une fille née en 1925, Marie-Hélène, qui fait don des archives de son père en 1985 à la mairie de Dainville, (Pas-de-Calais) où il s'était retiré à la fin de sa vie,.
Une rue de Dainville porte son nom.